# Per Ahlmark

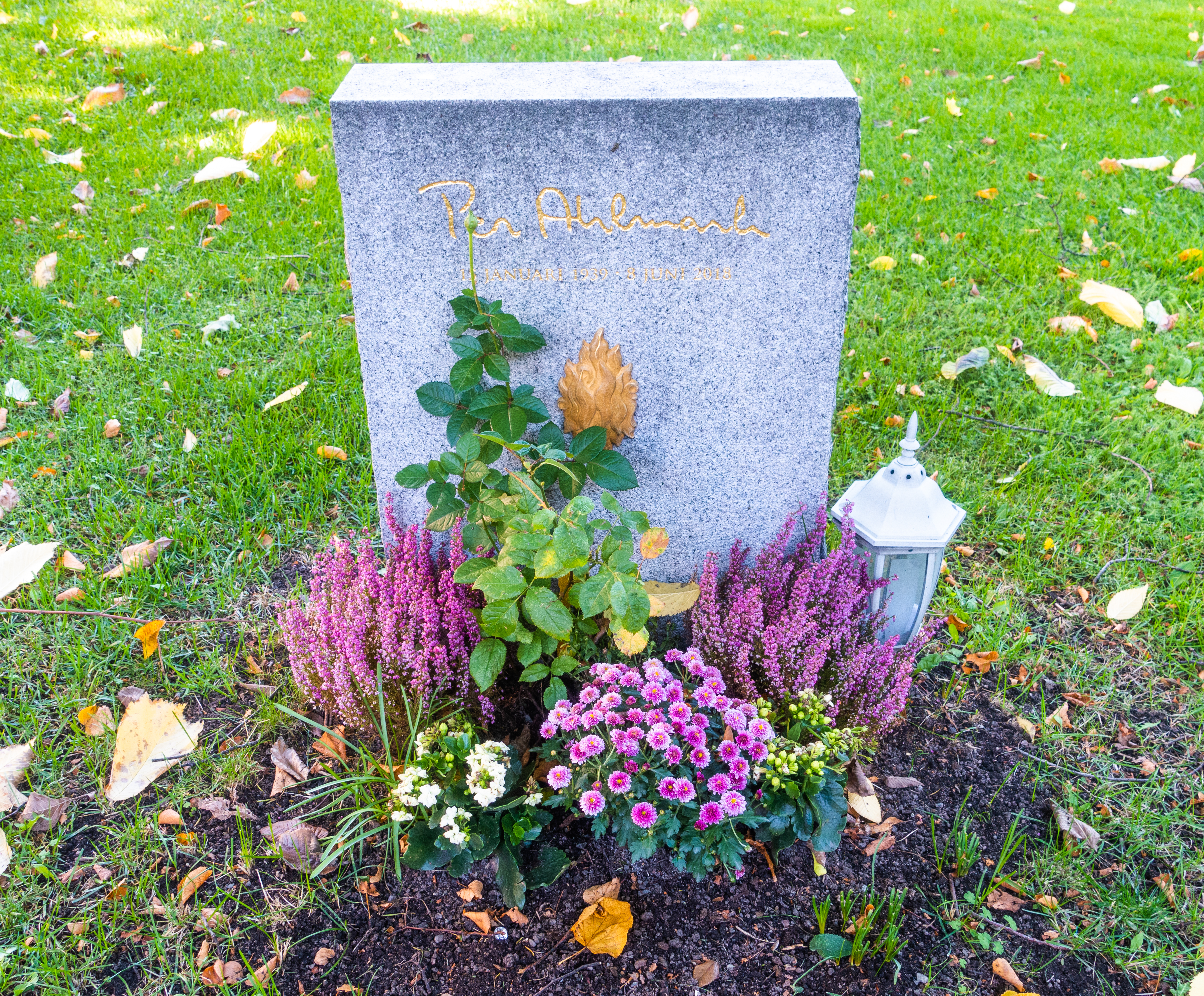
Per Ahlmarks gravsten på Katarina kyrkogård 2021.

Per Axel Ahlmark, född 15 januari 1939 i Kungsholms församling i Stockholm, död 8 juni 2018 i Skarpnäcks distrikt i Stockholm, var en svensk politiker och författare. Han var partiledare för Folkpartiet mellan 1975 och 1978, arbetsmarknadsminister och vice statsminister mellan 1976 och 1978 samt riksdagsledamot mellan 1967 och 1979.
Ahlmark var efter den politiska karriären verksam som bland annat författare och fristående debattör. Han gav ut debattböcker, diktsamlingar, brevväxlingar och en roman. Han var kolumnist i Expressen mellan 1961 och 1995 och i Dagens Nyheter mellan 1997 och 2007.
Politiskt var Ahlmark socialliberal och företrädde en mittenlinje i ekonomiska frågor. Han var starkt engagerad i internationella frågor, bland annat till stöd för USA, NATO och Israel och mot Sovjetunionen, PLO och ledningarna i flera arabiska stater. Ahlmark gjorde sig även känd för sitt engagemang i judiska frågor och mot antisemitism.

## Uppväxt och utbildning
Per Ahlmark föddes på Södermalm i Stockholm som son till läkaren och professorn i yrkeshygien Axel Ahlmark och tandläkaren Gunvor Ahlmark, född Berglund. Han har två bröder, Gösta och Dan.
Ahlmark avlade studentexamen på reallinjen vid Södra Latin i Stockholm. Som gymnasist blev Ahlmark uppmärksammad när han hösten 1956, tillsammans med sin klasskamrat Hans Hederberg, i ett brev till den svenska regeringen protesterade mot den obligatoriska religiösa morgonbönen i skolan och anhöll om att få slippa delta i denna. Ahlmark och Hederberg ansåg att närvaroplikten stred mot religionsfriheten. Protesten, som avslogs av regeringen, ledde till en het debatt i den svenska pressen där vissa konservativa debattörer polemiserade mot Ahlmark och Hederberg medan andra, däribland Dagens Nyheters chefredaktör Herbert Tingsten, tog ställning för deras sak. Några år senare avskaffade riksdagen formellt tvånget att delta i religiösa morgonböner inom det statliga svenska skolväsendet.
Under gymnasietiden arbetade Ahlmark extra som filmrecensent i Morgon-Tidningen (Socialdemokraternas regeringsorgan) samt i Frisinnad Ungdom (Folkpartiets ungdomsförbunds tidning). Sommaren 1958 vikerierade han även som reporter på den frisinnade dagstidningen Morgonbladet i Stockholm.
Efter studenten genomförde Ahlmark värnplikt vid Skånska dragonregementet (P 2) i Hässleholm, där han utbildades till militärpsykolog. Därefter studerade han bland annat litteraturhistoria, sociologi, nationalekonomi och statskunskap vid Stockholms universitet, där han avlade filosofie kandidatexamen i statskunskap 1964.

## Politisk karriär
Genom sin medverkan i Frisinnad ungdom kom Ahlmark i kontakt med den organiserade liberalismen. Våren 1958 blev han medlem i Folkpartiets ungdomsförbund (FPU). Den första valrörelsen som han medverkade i var den inför valet till andra kammaren samma år. Ahlmark beskrev i sina memoarer hur Sovjetunionens krossande av Ungernrevolten 1956 gjorde ett starkt intryck på honom som ung och bidrog till att forma hans politiska åsikter.
Ahlmark blev 1959 invald i FPU:s förbundsstyrelse och året därefter, 1960, blev han vald till ny förbundsordförande efter Göran C.-O. Claesson. Han innehade denna post till 1962.
På partiledningens uppdrag representerade Ahlmark, som nyvald FPU-ordförande, Folkpartiet i TV-utfrågningen av kommunistledaren Hilding Hagberg under valrörelsen inför andrakammarvalet 1960.
Under 1960-talet var Ahlmark starkt engagerad i frågan om den svenska tvåkammarriksdagens avskaffande. Folkpartiet, i opposition främst mot de då regerande Socialdemokraterna och statsminister Tage Erlander, drev en intensiv kampanj för att genom en grundlagsreform ersätta tvåkammarriksdagen med ett enkammarsystem.
Under valrörelsen inför andrakammarvalet 1964 representerade Ahlmark Folkpartiet i den första av de tre stora TV-debatterna i Sveriges Television. Han representerade även partiet i motsvarande TV-debatt inför kommunalvalen 1966.
Ahlmark blev 1967 invald i riksdagens första kammare för Örebro läns valkrets. Från 1969 representerade han Stockholms stads valkrets (1969–1970 i andra kammaren).
Ahlmark hade en mycket god relation till folkpartiledarna Bertil Ohlin och Sven Wedén. Relationen till Wedéns efterträdare, Gunnar Helén, var däremot sämre. Ahlmark var bland annat kritisk mot vad han uppfattade som Heléns principlöshet och brist på stridbarhet. Denna kritik kom att förstärkas efter riksdagsvalet 1973, då Folkpartiet gjorde sitt dittills sämsta val någonsin (partiet backade från 16,2 till 9,4 procent av rösterna). Ett uttalande som Ahlmark fällde i en TV-intervju under Folkpartiets valvaka, i vilket han öppet kritiserade vad han såg som bristande profilering inom partiet och behovet av en större idémässig självständighet, ledde till viss intern kritik inom Folkpartiet mot Ahlmark.
Strax efter valet 1973 gick folkpartiledaren Gunnar Helén ut tillsammans med centerledaren Thorbjörn Fälldin med ett förslag om att slå ihop Folkpartiet och Centerpartiet till ett parti. Detta förslag kritiserades hårt av Ahlmark, som ansåg att de ideologiska skillnaderna var alltför stora och att en sammanslagning i det läget främst skulle ha gynnat Centerpartiet, vilket i valet hade blivit tre gånger så stort som Folkpartiet. Tillsammans med andra kritiker inom Folkpartiet vidtog Ahlmark vissa förberedelser för att starta ett nytt liberalt parti i händelse av att förslaget om sammanslagning skulle bli verklighet. Förslaget blev dock aldrig av sedan det röstats ned på Centerpartiets partimöte hösten 1973. Ahlmark har beskrivit denna strid som den "svåraste krisen i Folkpartiets historia".
Efter valnederlaget och debatten om sammanslagning hösten 1973 ansåg Ahlmark att Folkpartiet var "moraliskt demolerat". Om hans förhållandet till partiledaren Helén har han skrivit: "Något utrymme för en förtroendefull dialog mellan partiledaren och mig fanns inte längre. Jag litade inte på honom – inte för ett ögonblick och inte längre i någon enda fråga". Ahlmark bestämde sig därefter för att aktivt börja arbeta för att avsätta Helén från posten som partiledare.
Sommaren 1975 meddelade Gunnar Helén sin avsikt att lämna posten som partiledare vid Folkpartiets landsmöte i november samma år. Helén meddelade samtidigt Ahlmark att han såg honom som sin efterträdare på posten. Därmed hade risken för en strid i partiledarfrågan avvärjts. Ahlmark utsågs kort därefter av en enhällig valberedning till ny partiledarkandidat. Den 7 november 1975 valdes han till partiledare vid Folkpartiets landsmöte i Folkets hus i Stockholm.
Som nyvald partiledare såg Ahlmark det som sin främsta uppgift att hindra Folkpartiet från att hamna utanför riksdagen i valet 1976. I riksdagsvalet 1973 hade partiet backat från 16,2 till 9,4 procent av rösterna och i några opinionsmätningar efter valet hade partiet varit nära 6 procent. Ahlmark ansåg därför att utgången i valet 1976 var helt avgörande för partiets fortsatta överlevnad.
Strax efter valet till partiledare meddelade Ahlmark i ett enskilt samtal med dåvarande statsministern och S-ledaren Olof Palme att linjen om samarbete mellan Folkpartiet och Socialdemokraterna, som den tidigare folkpartiledaren Gunnar Helén drivit, nu var förbi.

### Regeringen Fälldin
I riksdagsvalet 1976 fick de tre icke-socialistiska oppositionspartierna (Centerpartiet, Folkpartiet och Moderaterna) tillsammans 50,8 procent av rösterna medan de socialistiska partierna (Socialdemokraterna och Vänsterpartiet kommunisterna) fick 47,5 procent. Folkpartiet ökade också något och fick 11,1 procent. För första gången sedan valet 1928 fick de icke-socialistiska partierna en majoritet av rösterna och därmed fanns förutsättningar för att bryta Socialdemokraternas nära 44 år långa regeringsinnehav.
Enligt Ahlmark utgick Folkpartiets strategi under regeringsförhandlingarna hösten 1976 i två steg. Dels handlade det om att tillsammans med Centerpartiet få Moderaterna att stegvis godta mittenpolitiken, dels om att bygga en hållbar allians med Moderaterna för att bevara kärnkraften. Kärnkraftsfrågan kom också att bli en av de svåraste och mest centrala frågorna under regeringsförhandlingarna. Centerledaren Thorbjörn Fälldin hade före valet gjort klart att han inte tänkte delta i en regering som laddade nya kärnkraftverk, medan Folkpartiet och Moderaterna ville se en fortsatt utbyggnad av kärnkraften.
Under regeringsförhandlingarna erbjöds Ahlmark först posten som utrikesminister. Han avböjde dock denna post med motiveringen att han ansåg att samtliga partiledare i koalitionen borde ha en ministerpost där de kunde påverka regeringens centrala politik (med vilket han då främst syftade på den ekonomiska politiken).
Strax efter valet stod det klart för de blivande regeringspartierna att läget i den svenska ekonomin, i motsats till vad den socialdemokratiska regeringen hävdat under valrörelsen, var mycket allvarligt. I ett möte mellan de tre borgerliga partiledarna och några ledande företrädare för den svenska industrin kort efter valet, meddelade industriföreträdarna att viktiga delar av den svenska industrin gick på knäna och att kostnadskrisen snart skulle göra omfattande permitteringar nödvändiga.
När det stod klart att den ekonomiska krisen skulle komma att dominera avgörande delar av regeringens arbete de kommande åren, drog Ahlmark slutsatsen att den blivande regeringens viktigaste uppdrag var att bekämpa arbetslösheten och hindra att den steg nämnvärt över de två procent som Sverige hade vid maktskiftet. Ahlmark var fast besluten att motbevisa Socialdemokraternas påståenden om att en borgerlig regering skulle leda till massarbetslöshet, vilket han också såg som en förutsättning för att de borgerliga skulle få fortsatt majoritet i valet 1979. När det stod klart för Ahlmark att arbetsmarknadspolitiken skulle få en avgörande roll för att uppnå detta mål valde han posten som arbetsmarknadsminister. Han blev också invandrarminister, jämställdhetsminister och vice statsminister. Posten som vice statsminister var en nyskapelse i den regeringsform som trätt i kraft året före valet 1976.
De intensiva arbetsmarknadspolitiska insatser som Ahlmark genomförde, tillsammans med dåvarande industriministern Nils G. Åsling, var kostsamma men resulterade i att den öppna arbetslösheten hölls nere på omkring två procent. Därmed kunde man vederlägga Socialdemokraternas ständiga påståenden om att en borgerlig regering skulle ha begränsade ambitioner att bevara sysselsättningen i landet, vilket kom att få betydelse i kampen för en fortsatt icke-socialistisk regering.

### Avgång
I april 1977 drabbades Ahlmark av en personlig tragedi när hans dåvarande fästmö, skådespelaren Maude Adelson, begick självmord. Efter denna händelse drabbades Ahlmark av en depression. Eftersom han på grund av detta inte längre ansåg sig fullt kapabel att klara av uppdragen som statsråd och partiledare, beslutade han sig vid årsskiftet 1977–1978 för att lämna regeringen och samtliga övriga partipolitiska uppdrag. Han efterträddes på posten som partiledare för Folkpartiet av Ola Ullsten vid partiets extra landsmöte den 4 mars 1978.

## Karriär efter politiken
Efter avhoppet från politiken utsågs Ahlmark till styrelseordförande i Svenska Filminstitutet. Han innehade denna post mellan 1978 och 1981.
Efter den politiska karriären var Ahlmark bland annat verksam som författare, skribent och fristående debattör. Han medverkade under drygt trettio år, mellan 1961 och 1995, som kolumnist i Expressen. År 1993 avskedades han från tidningen av den då nytillträdde chefredaktören Erik Månsson, sedan Ahlmark och Månsson hamnat i konflikt med varandra. Han anställdes kort därefter på nytt men blev 1995 återigen avskedad från tidningen. Mellan 1997 och 2007 var han fristående kolumnist i Dagens Nyheter.
Ahlmark var från 1987 rådgivare till Elie Wiesel Foundation for Humanity. Från 1993 var han även rådgivare till den Genève-baserade organisationen UN Watch, som har till syfte att bland annat granska hur FN arbetar i frågor som rör mänskliga rättigheter.

## Författarskap
Ahlmark debuterade som författare 1964 med debattboken Vår fattiga politik. I denna bok granskade han de materiella villkoren för politiska partier, riksdagsledamöter och politiska ungdomsförbund i Sverige under 1960-talet. I boken föreslog han bland annat statligt ekonomiskt stöd till politiska partier i syfte att minska beroendet från andra bidragsgivare. Året efter att boken gavs ut antog riksdagen en proposition från den socialdemokratiska regeringen som innebar införande av statligt partistöd i enlighet med det förslag som Ahlmark dessförinnan fört fram i sin bok.
Ahlmark medverkade i antologin Vänsterns moraliska skuld (1991). Denna bok blev början på en het debatt om den svenska vänsterns moraliska skuld för kommunismens brott mot mänskligheten.
1994 utkom Vänstern och tyranniet: det galna kvartsseklet (1994). Boken är en kritisk uppgörelse med de svenska vänsterdebattörer, bland dem flera framträdande politiker och författare, som Ahlmark anser har skönmålat totalitära stater och rörelser från slutet av 1960-talet till början av 1990-talet. Boken utlöste en omfattande debatt i den svenska pressen när den kom.
1997 utkom Det öppna såret: om massmord och medlöperi. I denna bok redovisar Ahlmark bland annat forskning kring hur demokrati respektive diktatur påverkar krig, massmord och hungersnöd. Han återger även R.J. Rummels forskning om democide och konstaterar att det politiska mördandet är 1900-talets största katastrof. Ahlmark betraktade denna bok som den bästa och viktigaste bok han skrev.
2004 utkom Det är demokratin, dumbom!, vari han argumenterar för hur idéer om politisk frihet bör vara avgörande för synen på länder, konflikter och personer. Boken innehåller även 63 artiklar av Ahlmark som publicerats i Dagens Nyheter mellan 1997 och 2003. De flesta av dessa artiklar handlar om frågor som på något sätt rör motsättningen demokrati–diktatur.
2011 utkom Ahlmark med sina memoarer med titeln Gör inga dumheter medan jag är död!. Bokens titel är ett citat av Theodor Herzl, grundare av den moderna politiska sionismen.
Ahlmark skrev även bland annat tre diktsamlingar, en roman och två brevväxlingar (med Lars Gustafsson respektive Georg Klein). Tillsammans med sin hustru Lilian Edström översatte han den israeliske poeten Yehuda Amichai till svenska. 1991 utkom de med Bombens diameter, en samlingsvolym med utvalda dikter av Amichai översatta till svenska.

## Politiska åsikter
Som författare, skribent och fristående debattör engagerade Ahlmark sig framförallt i frågor som rör internationell utrikes- och säkerhetspolitik, demokrati, politisk frihet och mänskliga rättigheter. Han var en stark anhängare av liberal demokrati och motståndare till olika slags diktaturer och extrema läror.
Ahlmark var starkt engagerad för judarnas rättigheter och mot antisemitism. I början av 1970-talet tjänstgjorde han i två omgångar som Europarådets rapportör om situationen för judarna i dåvarande Sovjetunionen. 1983 var han med och grundade Svenska kommittén mot antisemitism och samma år var han också en av initiativtagarna till Oslodeklarationen mot antisemtitism. Ahlmark mottog flera internationella priser och utmärkelser för sitt arbete mot antisemitism, däribland det danska Raoul Wallenberg-sällskapets hedersmedalj 1998 samt Jan Karski Award av American Jewish Committee 2004. Han var hedersdoktor vid Hebrew College i Boston från 2000 samt vid Hebreiska universitetet i Jerusalem från 2002.
Ahlmark var även starkt engagerad för Israels sak. Mellan 1970 och 1997 var han vice ordförande i Samfundet Sverige-Israel. Han besökte landet otaliga gånger och var nära vän med flera ledande israeliska intellektuella och politiker. Han kritiserade dock samtidigt även vid flera tillfällen den officiella israeliska politiken, bland annat i fråga om bosättningspolitiken. I boken Det hatade Israel (1970), som Ahlmark skrev tillsammans med Ernst Klein och Thomas Hammarberg, förespråkas en tvåstatslösning av den israelisk-palestinska konflikten. Denna linje blev också den svenska regeringens politik 1976, när Sverige som första land i världen föreslog bildandet av en palestinsk stat sida vid sida med Israel.
Ahlmark riktade vid flera tillfällen hård kritik mot hur delar av världssamfundet, bland annat FN, agerat i samband med folkmord och andra brott mot mänskliga rättigheter. Bland annat beskrev han FN:s och vissa västländers agerande under Bosnienkriget i början av 1990-talet som “skandalös”. Han riktade även kritik mot Kofi Annan, sedermera FN:s generalsekreterare, för hur denne agerade i sin roll som chef för FN:s fredsbevarande operationer under folkmordet i Rwanda 1994.
Ahlmark stödde den USA-ledda invasionen av Irak 2003, som ledde till att Saddam Husseins regim störtades. I samband med debatten kring Irakkriget kritiserade Ahlmark i hårda ordalag sin tidigare medarbetare och partikollega Hans Blix, för att denne i sin roll som chef för FN:s vapeninspektörer i Irak hade tvivlat på att Saddamregeringen hade massförstörelsevapen. Det visade sig emellertid senare att Blix hade haft rätt.
Ahlmark engagerade sig även för Taiwans frihet och för demokratiseringen av landet under 1990-talet. 1996 grundade han Vänskapsföreningen Sverige-Taiwan. År 2000 tilldelades Ahlmark, som förste skandinav, utmärkelsen Order of Brilliant Star av Taiwans dåvarande president Lee Teng-hui. I samband med utmärkelsen hyllade president Lee, i ett uttalande, Ahlmark för dennes "humanism och vision" och uttalade sitt lands tacksamhet för Ahlmarks “intensiva stöd för Taiwans demokratisering”.
Ahlmark var från 1950-talet nära vän med Herbert Tingsten och säger sig ha influerats starkt av denne. Ahlmark beskrev Tingsten som sin "främste mentor i livet och en sorts fadersgestalt". Andra svenska personer som han influerades av och hade som förebilder är bland andra Vilhelm Moberg, Eyvind Johnson och Ingemar Hedenius.

## Familj
Ahlmark var gift tre gånger. Mellan 1965 och 1974 var han gift med journalisten Lillemor Melsted, med vilken han har en son och en dotter. Mellan 1978 och 1981 var han gift med skådespelerskan Bibi Andersson. Från 1989 och fram till sin död var han gift med Lilian Edström, med vilken han har en son. Ahlmark är kusin till författaren Kristina Ahlmark Michanek.
Per Ahlmark är begravd på Katarina kyrkogård i Stockholm.

## Per Ahlmark-stiftelsen
Inför Ahlmarks 70-årsdag i januari 2009 inrättades stiftelsen The Per Ahlmark Foundation. Stiftelsen har till ändamål att “främja vetenskaplig forskning och undervisning i statskunskap, idéhistoria och judisk historia, samt i ekonomi, allt med särskild inriktning på frågor rörande demokrati och mänskliga rättigheter”.

## Priser och utmärkelser
- Defender of Jerusalem Award, Jabotinsky Foundation, 1986 (medpristagare: Luis Alberto Monge och Eliahu Essas)[42][43]
- Honorary Fellow, Hebreiska universitetet i Jerusalem, 1992[62]
- Aaron Isaac-priset, 1992[63]
- Dialogpriset, 1996[64]
- Danska Raoul Wallenberg-sällskapets hedersmedalj, 1998[44]
- Torgny Segerstedt-stipendiet, Samfundet Sverige-Israel, 1999[65]
- Hedersdoktor, Hebrew College i Boston, 2000[46]
- Order of Brilliant Star, Taiwans regering, 2000[55]
- Hedersdoktor, Hebreiska universitetet i Jerusalem, 2002 (medpristagare: Umberto Eco och Steven Spielberg)[47]
- Bertil Ohlin-medaljen, Liberala ungdomsförbundet, 2004[66]
- Jan Karski Award, American Jewish Committee, 2004[45]